# Radio Caravana
Radio Caravana es una estación radial ecuatoriana en los 750 MHz del dial AM en Guayaquil. Inició sus transmisiones el 21 de julio de 1985 en la ciudad de Guayaquil, como un medio de comunicación enfocado solamente en los deportes de la ciudad y del país, siendo pionero en la radiodifusión ecuatoriana. Aunque con el tiempo se fue ampliando a partes de sección de noticias. Curiosamente, el primer programa se dio con un partido del clásico del Astillero. El objetivo de la empresa se cumplió totalmente; pero, además, poco a poco, la radio fue incorporando otros contenidos. 
Actualmente, es una de las radios deportivas más importantes de Ecuador con gran cobertura a nivel de ciudades costeñas y serranas. También transmite vía Internet en el resto del país y en todo el mundo.
Su programación consta de información y actualidad noticiosa mayormente música y deportes, transmitiendo una gran cantidad de eventos deportivos, como partidos de la selección ecuatoriana de fútbol, el Campeonato Nacional de Fútbol, las clasificatorias sudamericanas para el Mundial de Fútbol, la actuación de equipos guayaquileños en torneos internacionales como la Copa Libertadores y la Copa Sudamericana, entre otras competiciones deportivas.

## Historia
Mario Canessa fundó Radio Caravana. Actualmente, Grupo Caravana engloba a Radio Diblu y Caravana Televisión. Antes de funcionar en el norte, Caravana se inició en El Fórum y luego en P. Ycaza y Córdova. Actualmente, los estudios de radios Caravana y Diblu funcionan en un moderno edificio ubicado en la intersección de la avenida Juan Tanca Marengo y la avenida 26 NO, en pleno barrio Urdenor 2, de Guayaquil.